# Square Victoria

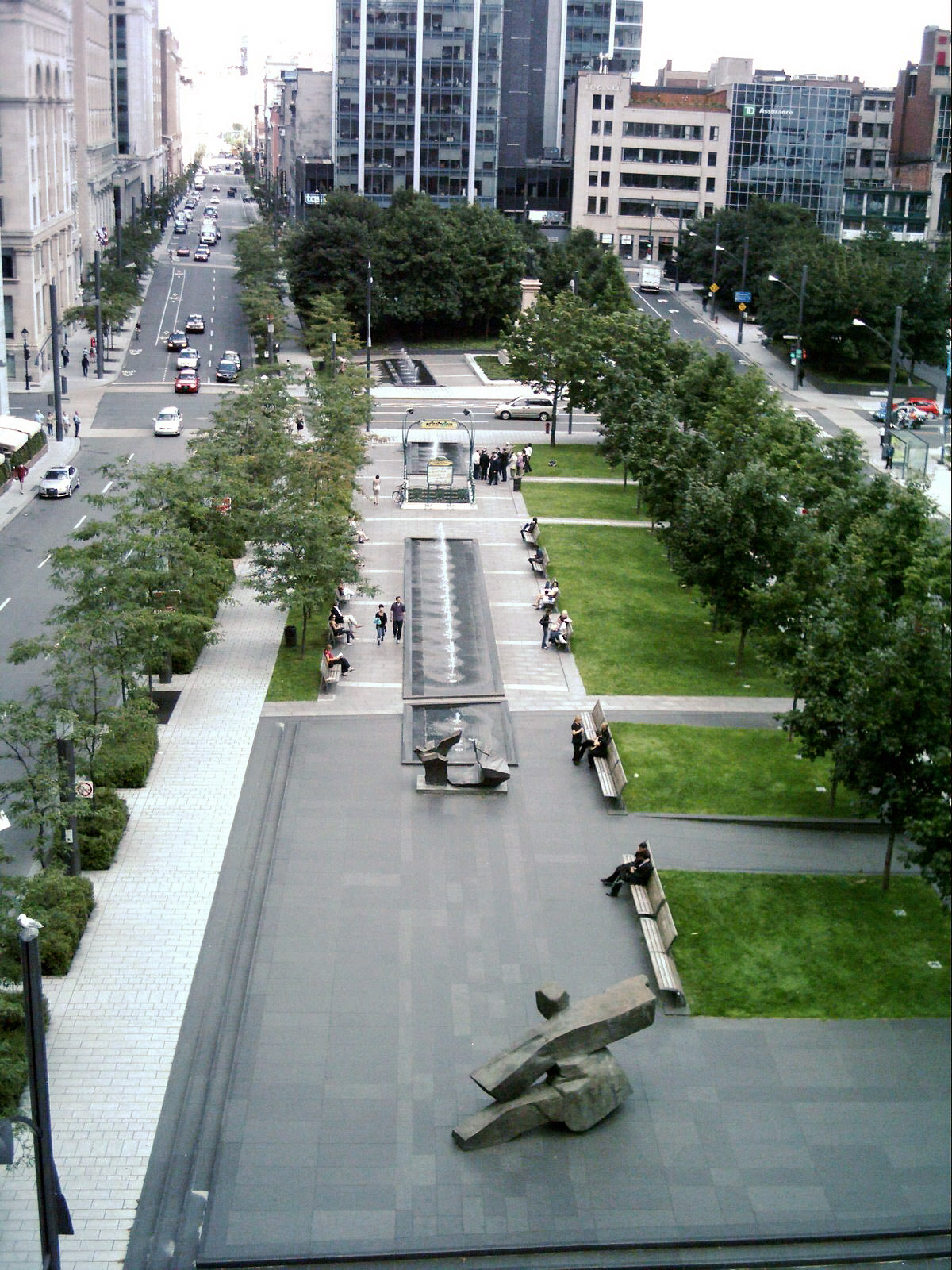
Square Victoria mit Skulpturen und Metro-Eingang in der Mitte

Der Square Victoria ist ein Platz in Montreal. Er befindet sich im Stadtbezirk Ville-Marie und bildet das Zentrum des Quartier international, dem Sitz zahlreicher internationaler Organisationen. Begrenzt wird der rechteckige Platz von der Rue Viger, der Rue McGill und der Rue Saint-Jacques. Die Rue Saint-Antoine teilt ihn in zwei Hälften. Benannt ist der Platz nach der britischen Königin Victoria.

## Geschichte
1813 wurde die nordwestliche Bastion der Montrealer Stadtmauer abgerissen. Zurück blieb eine weite Fläche, die bis zu Beginn der 1840er Jahre als Standort für Märkte diente. Rund um den Platz, der ursprünglich den Namen Square des Commissaires trug, entstanden erste Häuser und auch mehrere Kirchen. Am 10. Oktober 1860 erhielt der Platz seinen heutigen Namen, zu Ehren der britischen Königin Victoria. Zwölf Jahre später, am 21. November 1872, enthüllte Generalgouverneur Lord Dufferin eine Statue der Königin.

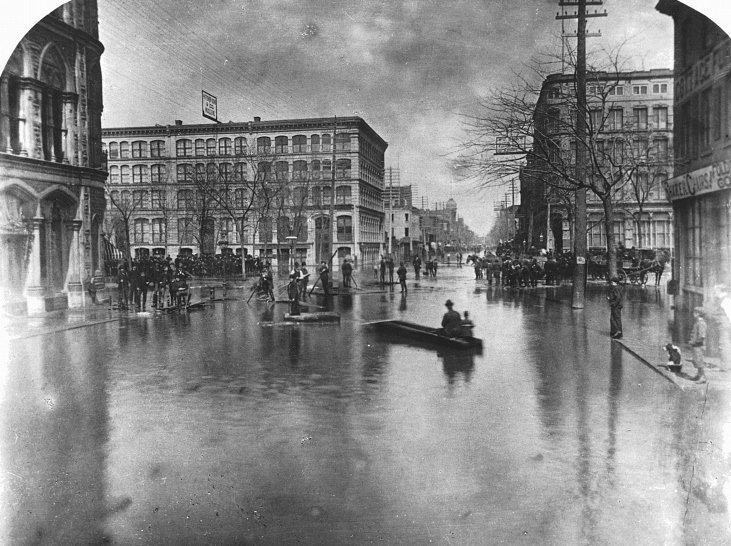
Überschwemmung (1886)

In der zweiten Hälfte des 19. Jahrhunderts entwickelte sich der Square Victoria zum Mittelpunkt eines gehobenen Wohnviertels, erlitt aber auch eine Reihe von Katastrophen: 1869 und 1872 richteten zwei Großbrände erheblichen Sachschaden an, 1886 stand der Platz infolge einer Überschwemmung komplett unter Wasser. In den 1960er Jahren kam es zu einem großen Umbruch, als die Wohn- und Geschäftshäuser abgerissen wurden und mehrere Hochhäuser an ihre Stelle traten. Die letzte Umgestaltung des Platzes erfolgte in den Jahren 2002/03 im Rahmen des Stadtentwicklungsprojekts Quartier international, mit dem erfolgreich mehrere internationale Organisationen dazu bewogen werden konnten, ihre Hauptsitze nach Montreal zu verlegen.
Mehrere hundert Aktivisten der Occupy-Bewegung hielten den Platz im Oktober und November 2011 während sieben Wochen besetzt, bis die Polizei ihr Lager räumte.

## Beschreibung

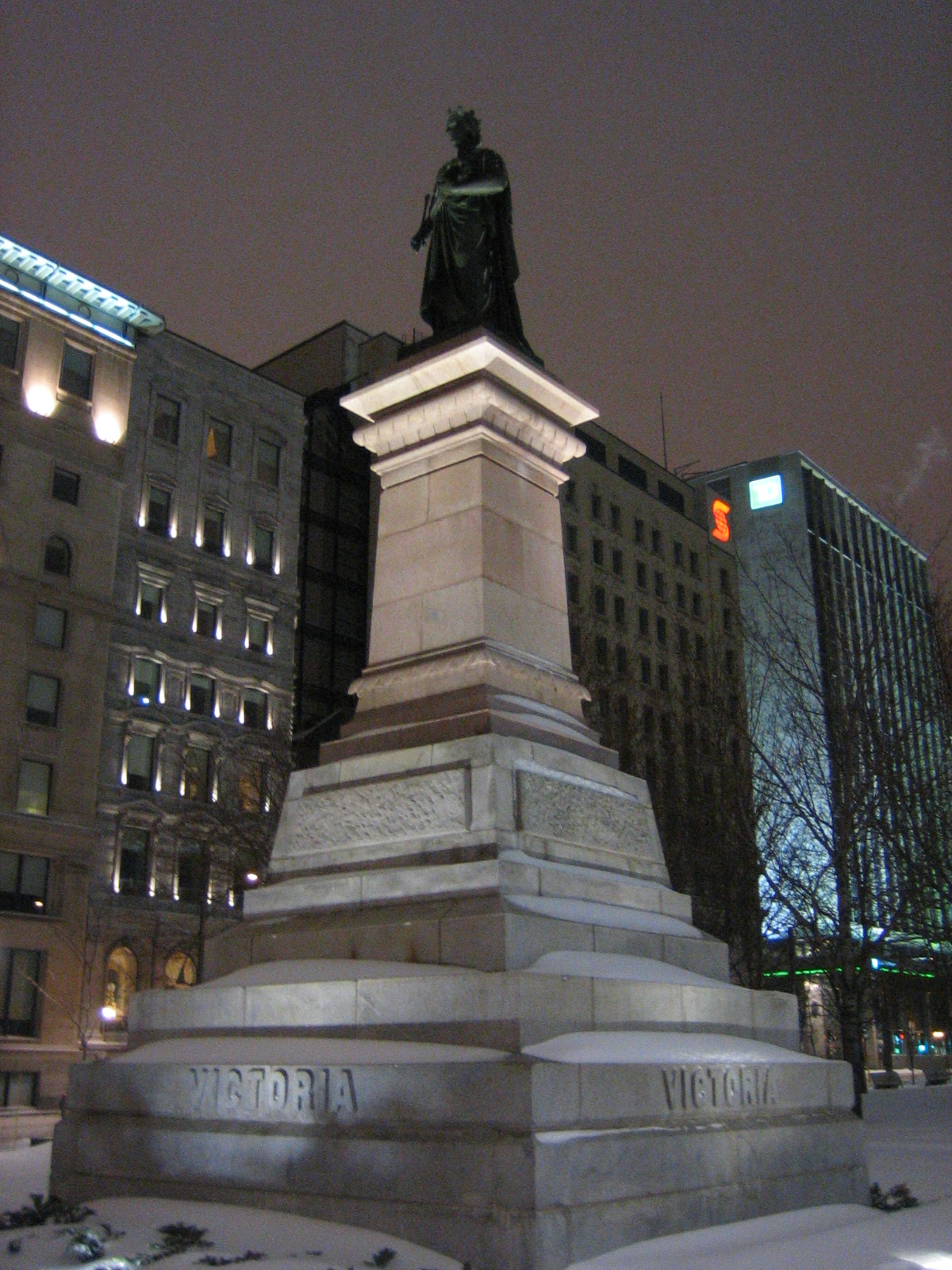
Victoria-Statue

Verschiedene Hochhäuser und auch Wolkenkratzer säumen den Platz. Dazu gehören das Centre de commerce mondial (World Trade Center) an der Nordseite und der Tour de la Bourse, das dritthöchste Gebäude der Stadt, an der Südseite. Im Südwesten befindet sich der Hauptsitz der internationalen Zivilluftfahrtorganisation ICAO, im Osten jener des Medienkonzerns Quebecor.
Der Platz wird von zahlreichen Bäumen gesäumt und von zwei Kunstwerken geschmückt. Die Statue aus dem Jahr 1872, die Königin Victoria darstellt, wurde vom Bildhauer Marshall Wood geschaffen. Es ist über neun Meter hoch und besteht aus Bronze und Granit. 1985 kam die Skulptur Taichi Single Whi des Taiwaners Ju Ming, eine abstrakte Darstellung eines asiatischen Kampfkünstlers. Erschlossen wird der Platz von der Metrostation Square-Victoria–OACI. Hauptaugenmerk ist dabei ein Jugendstil-Eingang von Hector Guimard, ein Geschenk der Pariser Metro. Die Metrostation und die umliegenden Gebäude sind an die Montrealer Untergrundstadt angeschlossen.